# Wald AR
Wald (psáno také jako Wald AR pro odlišení od jiných stejnojmenných sídel) je obec ve švýcarském kantonu Appenzell Ausserrhoden. Nachází se ve severovýchodní části kantonu, asi 16 kilometrů severovýchodně od Herisau, v nadmořské výšce 962 metrů. Žije zde 877 obyvatel.

## Geografie
Wald leží mezi obcemi Trogen a Heiden v nadmořské výšce necelých 1000 m n. m.; nejvyšší bod obce se nachází v nadmořské výšce 1128 m n. m. nad osadou Chozeren na hranici s okresem Oberegg v kantonu Appenzell Innerrhoden; nejnižší bod leží v nadmořské výšce 750 m n. m. pod vesnicí Rechberg na řece Moosbach.
Obec se rozkládá na ploše 685 ha. Z toho 47 hektarů tvoří zastavěné plochy, 438 hektarů zemědělské plochy, 196 hektarů ostatní plochy a 4 hektary neproduktivní plochy.

## Historie

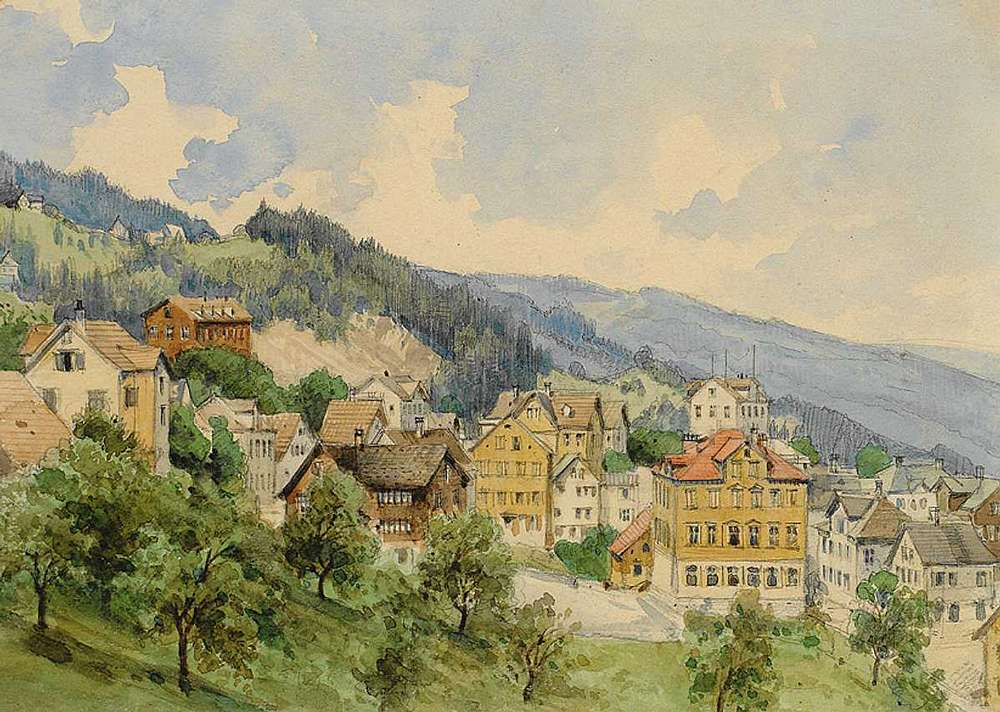
Vyobrazení obce z počátku 20. století

Osídlení oblasti pocházelo od Bodamského jezera a z údolí Rýna. Ve 14. století měl v oblasti Waldu panská práva zejména dvůr Horn, podléhající biskupovi z Kostnice. Pro oblast Erbschrut Ervscrute na jihovýchodě obce jsou doloženy desátky dvora Altstätten. Po appenzellských válkách v letech 1401 až 1429 se oblast Waldu a zbytek Vorderlandu staly součástí dvora Trogen. Církevně patřila obec do roku 1463 ke Goldachu nebo Altstättenu (Erbschrut). Po osvobozovacích válkách byla součástí nové farnosti Trogen, s níž v roce 1525 přestoupila k reformaci.
Poté, co se Rehetobel v roce 1669 kvůli náročné cestě odtrhl od mateřské farnosti v Trogenu a postavil si vlastní kostel, vznikly podobné požadavky i ve Waldu. Tento záměr se v Trogenu setkal s odporem a ve Waldu vedl ke sporu o správné umístění kostela. V roce 1687 byl nový kostel ve Waldu vysvěcen. V případě osady Girtannen byla volba, zda chodit do kostela v Trogenu, nebo ve Waldu, ponechána na tehdejší generaci rodičů, ale děti a další generace měly definitivně patřit do Waldu. Tak byly vytyčeny hranice mezi Trogenem a Waldem a Wald se stal samostatnou obcí. Uvnitř rozptýlené osady se brzy vytvořilo kolem kostela centrum obce.

Letecký pohled (1964)

V letech 1732 až 1734 byl Wald jedinou obcí v oblasti Vorderland, která se při obchodu s půdou postavila na stranu tzv. Hartenů. V helvétském období byl po Waldu pojmenován okres kantonu Säntis, ale jeho hlavním městem byl Heiden. V roce 1805 bylo rozhodnuto o výstavbě nové silnice vedoucí z Teufenu do Thalu. Předtím bylo téměř nemožné dostat se do Waldu s povozy nebo jinými dopravními prostředky. Po dokončení měl Wald průjezdnou silnici o šířce 4,2 metru.
Tři jedle na obecním znaku odkazují na polohu obce, protože obec je z větší části obklopena lesem.
Obyvatelům Waldu se dříve říkalo „Eseler“, což nepochybně pochází od slova osel. Tato přezdívka vznikla proto, že obyvatelé prý měli tendenci být svéhlaví.
Kromě obce Schönengrund je Wald jedinou obcí v Ausserrhodenu, která má vlastní pramenitou vodu a také vlastní vodovod. Rozhodnutí o vlastním zásobování bylo přijato na začátku roku 1990. Pramenitá voda má kvalitu minerální vody. Do roku 1987 byla pramenitou vodou z Waldu zásobována i obec Oberegg a osada St. Anton. Dnes je pro případ nouze veden vodovod do Trogenu.

## Obyvatelstvo
| Rok            | 1734 | 1818 | 1850 | 1888 | 1900 | 1920 | 1941 | 1960 | 1980 | 1990 | 2000 | 2010 | 2020 | 2022 |
| Počet obyvatel | 1436 | 1370 | 1432 | 1537 | 1480 | 1354 | 868  | 817  | 695  | 851  | 881  | 844  | 872  | 893  |

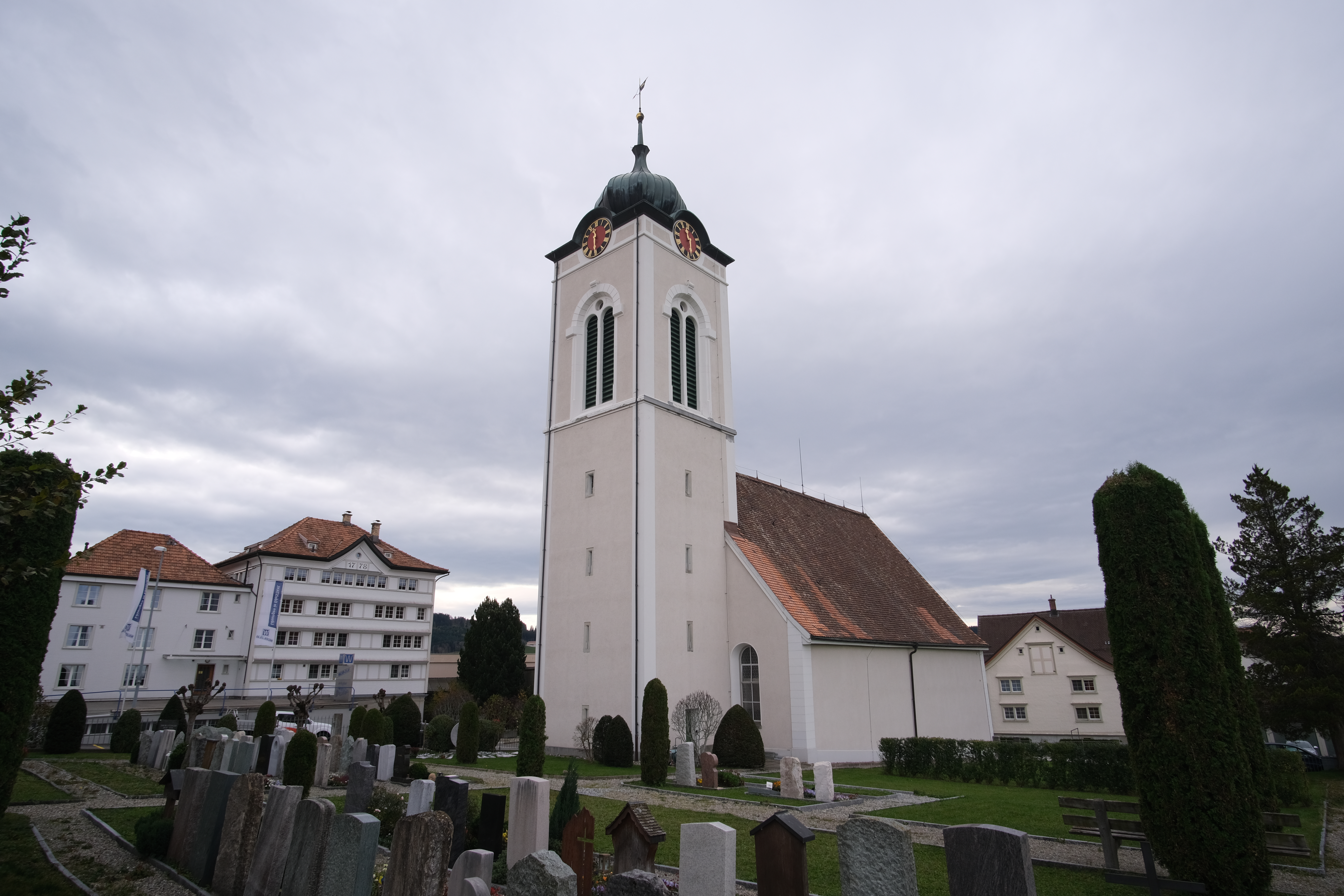
Kostel v obci

Po roce 1980 se stavební činnost díky levným stavebním pozemkům zintenzivnila. Počet obyvatel se od roku 1980 (695 obyvatel) zvýšil přibližně o 29 % na 896 obyvatel na konci roku 2002.

## Hospodářství

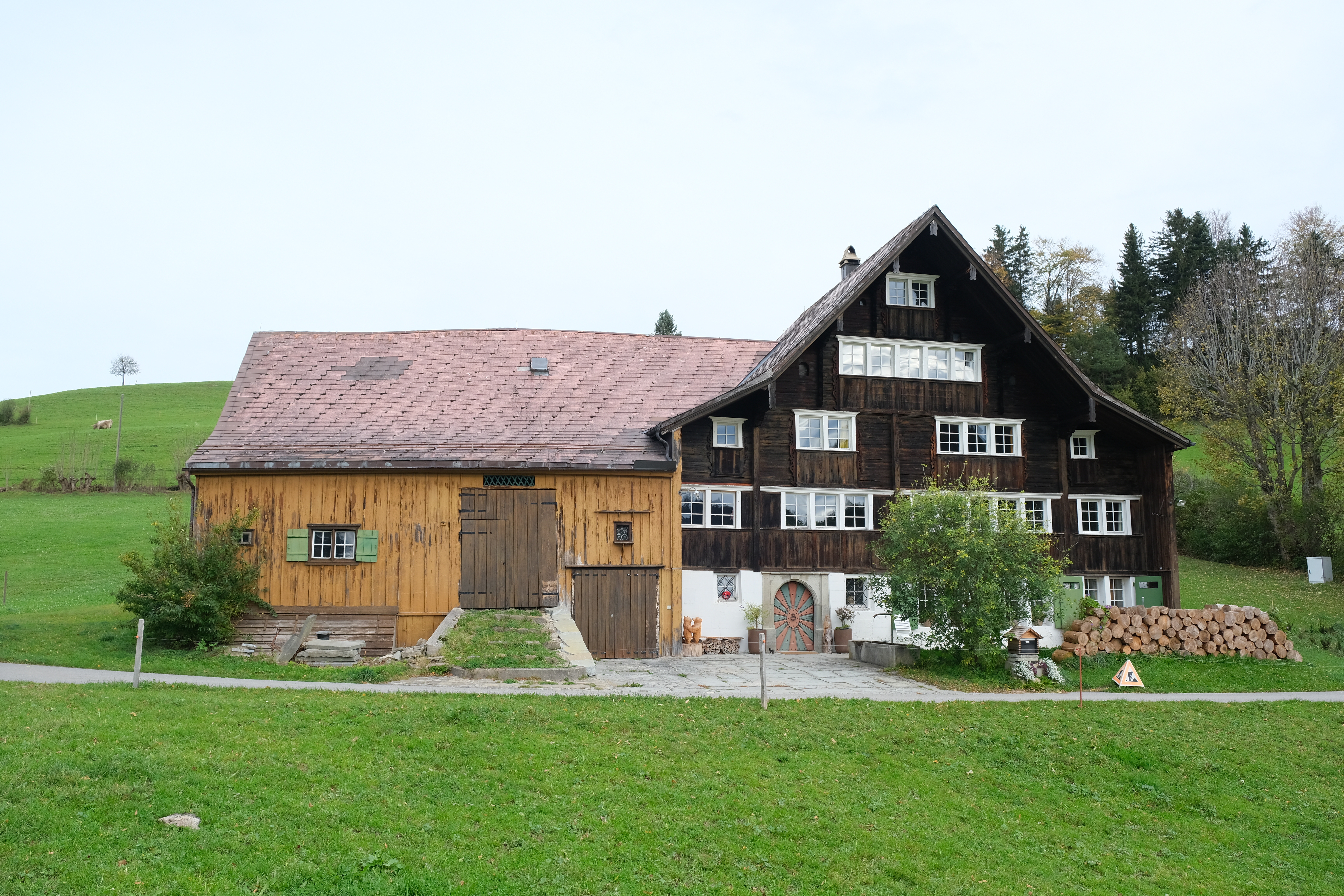
Tradiční usedlost v obci

Vedle tradičního chovu dobytka a chovu travních porostů a mléka se ve Waldu provozovalo také zemědělství. Od 16. století se rozvíjel textilní průmysl. K přádelnictví se nyní přidalo domácí tkaní, zpočátku hlavně plátna. Od 18. století působili ve Waldu také výrobci, kteří doma vyráběli bavlněný mušelín a obchodovali s ním na mezinárodní úrovni. Mezi významné textilní obchodní domy patřily „Bouff Père & Fils“ a „Walser, Kriemler & Comp“. Hospodářská prosperita oblasti od roku 1800 se dosud odráží v bohatém vybavení domů různých továrníků, měšťanů a sedláků. Hospodářský rozvoj však v počátcích brzdila periferní poloha Waldu z hlediska dopravní geografie. Již v 18. století patřil Wald k odlivovým oblastem regionu a ani v 19. století nezaznamenal výraznější nárůst počtu obyvatel. Úpadek textilní výroby přímo v domácnostech po roce 1900 přinesl demografický propad.
Zhruba do roku 1950 tvořily obyvatelstvo obce převážně rodiny vyšívačů. Tito zemědělci vlastnili pouze malé zemědělské pozemky a vyšívání provozovali vedle nich ve sklepě nebo v přístavku svého domu. S krizí ručního vyšívání v letech 1950–1970 se mnozí z těchto vyšívačů vzdali své profese, prodali stroje a odstěhovali se. Rekreační kolonie a penziony daly ve 30. letech 20. století mírný impuls cestovnímu ruchu. V letech 1950 až 1970 bylo mnoho domů farmářů vyšívačů a tkalců hedvábí, v nářečí známých jako „Häämetli“, přestavěno na rekreační domy. Dnes je ve Waldu 75 rekreačních domů.

## Doprava
Wald leží na poštovní autobusové lince z Trogenu do Heidenu. Železniční spojení obec nemá.